# FLOT1
FLOT1 (англ. Flotillin 1) – білок, який кодується однойменним геном, розташованим у людей на короткому плечі 6-ї хромосоми. Довжина поліпептидного ланцюга білка становить 427 амінокислот, а молекулярна маса — 47 355.
| 10         |  | 20         |  | 30         |  | 40         |  | 50         |
| ---------- |  | ---------- |  | ---------- |  | ---------- |  | ---------- |
| MFFTCGPNEA |  | MVVSGFCRSP |  | PVMVAGGRVF |  | VLPCIQQIQR |  | ISLNTLTLNV |
| KSEKVYTRHG |  | VPISVTGIAQ |  | VKIQGQNKEM |  | LAAACQMFLG |  | KTEAEIAHIA |
| LETLEGHQRA |  | IMAHMTVEEI |  | YKDRQKFSEQ |  | VFKVASSDLV |  | NMGISVVSYT |
| LKDIHDDQDY |  | LHSLGKARTA |  | QVQKDARIGE |  | AEAKRDAGIR |  | EAKAKQEKVS |
| AQYLSEIEMA |  | KAQRDYELKK |  | AAYDIEVNTR |  | RAQADLAYQL |  | QVAKTKQQIE |
| EQRVQVQVVE |  | RAQQVAVQEQ |  | EIARREKELE |  | ARVRKPAEAE |  | RYKLERLAEA |
| EKSQLIMQAE |  | AEAASVRMRG |  | EAEAFAIGAR |  | ARAEAEQMAK |  | KAEAFQLYQE |
| AAQLDMLLEK |  | LPQVAEEISG |  | PLTSANKITL |  | VSSGSGTMGA |  | AKVTGEVLDI |
| LTRLPESVER |  | LTGVSISQVN |  | HKPLRTA    |  |            |  |            |

A: Аланін

C: Цистеїн

D: Аспарагінова кислота

E: Глутамінова кислота

F: Фенілаланін

G: Гліцин

H: Гістидин

I: Ізолейцин

K: Лізин

L: Лейцин

M: Метіонін

N: Аспарагін

P: Пролін

Q: Глутамін

R: Аргінін

S: Серин

T: Треонін

V: Валін

Кодований геном білок за функцією належить до фосфопротеїнів. 
Задіяний у такому біологічному процесі, як альтернативний сплайсинг. 
Локалізований у клітинній мембрані, мембрані, ендосомах.